# Опхёйс, Манда
Манда Опхёйс (нидерл. Manda Ophuis, родилась 27 ноября 1980) — нидерландская певица, бывшая вокалистка группы Nemesea.

## Биография
С детства занималась уроками пения. В 1999 год поступила в Гронингенскую консерваторию, которую окончила в 2004 году. Её наставниками были несколько студентов из той консерватории, основной наставницей была Флор ван Зютфен. В 2002 году Манда вместе со своим другом Хендриком Яном де Йонгом образовала группу Nemesea. В 2005 году Манда продолжила обучение вокалу под руководством преподавателя Кеса Тала, с 2011 года она занимается под руководством Сетске Мостарт. 1 августа 2016 года покинула группу Nemesea, решив заняться обучением детей.
В свободное время увлекается кулинарией и чтением книг. Её кумирами являются Аннеке ван Гирсберген, Тори Амос, Кристина Агилера и Келли Кларксон
.